# Max Carl
Max Carl Gronenthal (* 29. Januar 1950 in Humphrey, Nebraska) ist ein US-amerikanischer Rock- und Pop-Sänger. Er spielt auch Keyboard, Gitarre, Saxophon und Klavier und ist Komponist. Er ist aktuell der Lead-Sänger der klassischen Rockband Grand Funk Railroad. Darüber hinaus war er mehrere Jahre als Keyboarder und Sänger für die Rockband 38 Special tätig und schrieb und sang den Hit Second Chance.

## Leben
Carl wurde 1950 in Platte Center bei Humphrey, Nebraska, geboren. Seinen Abschluss an der High School machte er im Jahr 1968. In den Jahren 1968 bis 1969 spielte er eine wichtige Rolle als Mitglied der New Breed Blues Band, während dieser Zeit erweiterte sich sein Interesse an der Rhythm- and Bluesmusik. Zunächst spielte er als Saxophonist in dieser Band, später wurde er Sänger und Keyboarder. Im Jahr 1969 wurde er Keyboarder der Band The Chancellors.
Carl spielte mit Tommy Bolin zusammen in seiner Band und in verschiedenen weiteren Jazz/Rock Fusion Bands. In den späten 1970er Jahren spielte er unter anderem auf Alben von Rod Stewart und Dusty Springfield. Er unterbrach das im Jahr 1976, um Klavier zu studieren und sein Songwriting zu verbessern. Etwa zu dieser Zeit beschloss Carl, eine Aufnahme als Solokünstler zu beginnen. Sein Debütalbum Whistlin' in the Dark erschien 1979 unter seinem Geburtsnamen Max Gronenthal. Sein zweites Solo-Album, Max wurde 1980 veröffentlicht.

## Karriere
Während der 1980er Jahre spielte Carl auf Alben von Künstlern wie Elton John, Dan Fogelberg, Bonnie Raitt, Don Henley, Glenn Frey, Timothy B. Schmit, Bette Midler und Kenny Loggins. 1982 gründete er auch eine 60s R & B Cover-Band, die unter dem Namen Jack Mack and the Heart Attack aktiv war. Außerdem komponierte Carl ab Mitte der 1980er Jahre Melodien für verschiedene Film-Soundtracks. Beispielsweise beinhalten die Soundtracks für Police Academy (1984), Grandview, U.S.A. (1984), und Doin’ Time (1985) Kompositionen von Carl. 1986 nahm er Come and Follow Me auf, ein Duett mit Marcy Levy, das Teil des Soundtracks von Nummer 5 lebt! ist.
1985 verließ Carl die Band Jack Mack and the Heart Attacks, um sein drittes Soloalbum aufzunehmen. Im Gegensatz zu den ersten beiden Solo-Alben wurde das Album The Circle unter seinem Künstlernamen „Max Carl“ veröffentlicht. Der Titeltrack des Albums war außerdem Teil des Soundtracks von L.I.S.A. – Der helle Wahnsinn. Später im selben Jahr bekam Carl die Einladung, 38 Special beizutreten, welche er auch annahm.
Der deutsche Musiker Peter Maffay coverte seinen 1985 erschienenen Song "A thousand nights" und veröffentlichte die deutsche Version "Für immer".
Carl probte häufig mit der Band, spielte 1988 auf dem Album Rock & Roll Strategy mit und übernahm auf Second Chance erstmals den Lead-Gesang. Second Chance brachte 38 Special Anfang des Jahres 1989 erstmals in die Adult Contemporary Charts. Kurz nach der Veröffentlichung des Albums Bone Against Steel im Jahr 1991 verließ er die Band wieder.
Später in den 1990er Jahren faszinierte ihn die „Familie“ der Musiker in Mississippi, die eine sehr originelle historische und vom und auf das Land bezogene Art von Musik spielten. Als er nach Mississippi umzog, begann Carl, mit dieser Gruppe von Musikern zu arbeiten, woraus sich im Jahr 1998 die Band „Max Carl und der Big Dance“ entwickelte. Diese Erfahrungen spiegeln sich auch auf dem Album One Planet – Ein Groove wider, welches im Jahr 1998 veröffentlicht wurde. Auf diesem Album mischen sich Originalkompositionen Carls mit diesem neuen, südlicheren Funk, dem „Mississippi-Sound“, sowie einigen Hits der 1960er Jahre in diesem Stil.
Außerdem arbeitete Carl auch bereits zusammen mit den Künstlern James Brown, Otha Turner, Molly Hatchet und Jennifer Warnes.
Derzeit arbeitet Carl beim US-amerikanischen Fernsehsender „Speed“ beim Drag-Racing-Wettbewerb „Pinks“. Hier wirkt er als Komponist und Interpret der Titelmusik sowie der Übergangsmusik während der Show. Dafür nahm er einen Soundtrack für die Show auf, unter dem Titel Max Carl: Fuel, der von Max & Steve Music, LLC, produziert wurde.

## Diskografie

### Als „Max Gronenthal“
- Whistlin' in the Dark (1979)
- Max (1980)

### Als „Max Carl“
- The Circle (1985)

### Mit „Max Carl and the Big Dance“
- One Planet – One Groove (1998)